# Austrocactus spiniflorus
Austrocactus spiniflorus es una especie de planta suculenta perteneciente al género Austrocactus, dentro de la familia Cactaceae. Es endémica del centro de Chile.

## Descripción

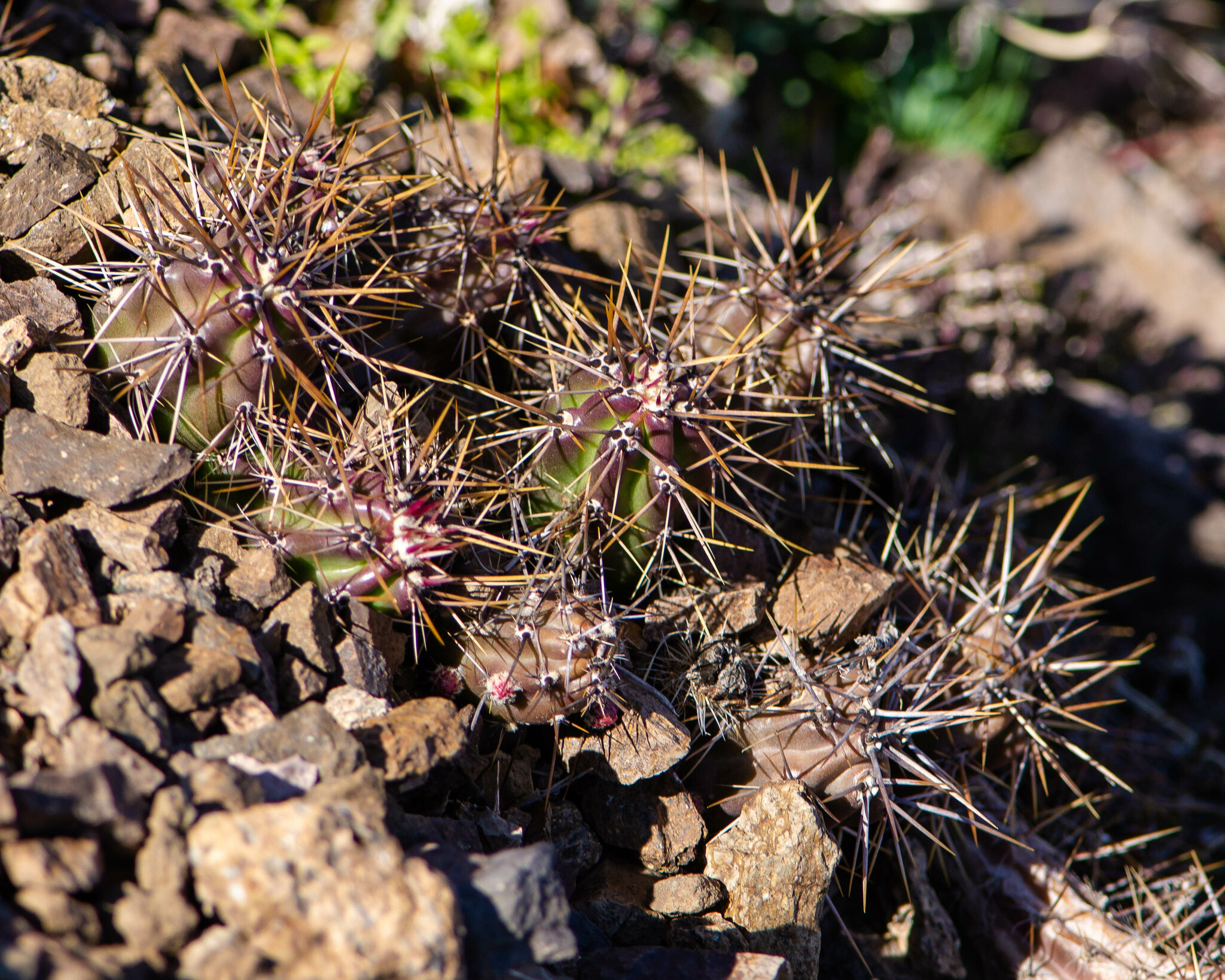
Planta en su hábitat

Austrocactus spiniflorus es una especie de cactus con tallos planos, ramificados irregularmente y parcialmente subterráneos. Los tallos subterráneos son delgados y pálidos, y los de la superficie tienen forma de maza y son  de color azul verdoso. Miden hasta 20 centímetros de largo y tienen un diámetro de 4,5 centímetros. Presentan de 6 a 8 costillas ligeramente tuberculadas. 
Las areolas presentan de 1 a 3 espinas centrales de 1,5 a 2,5 cm de largo y de 5 a 8 espinas radiales de 0,5 a 1 cm de largo. Todas son rectas, parecidas a agujas, marrones y más oscuras en su base. 

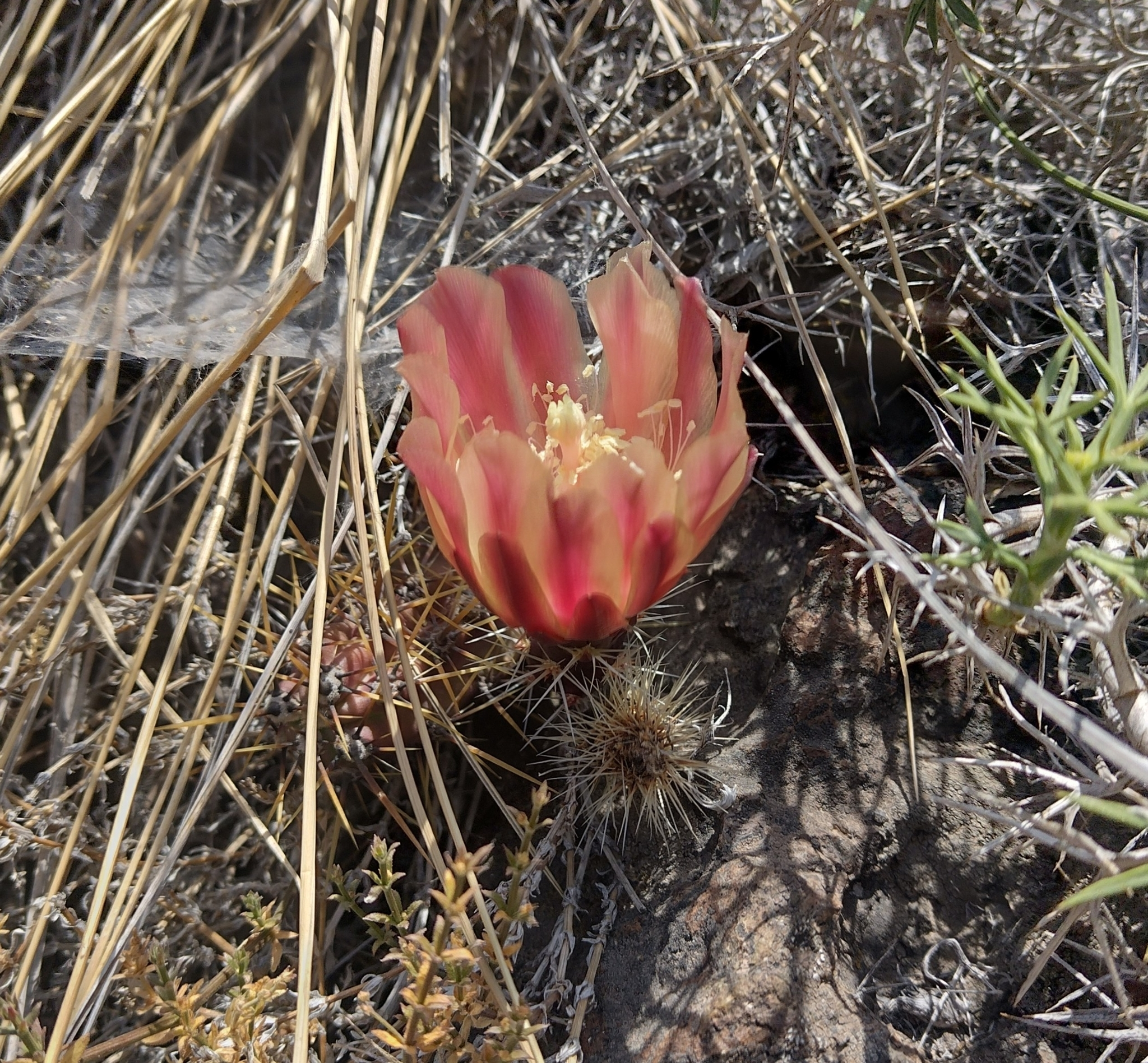
Detalle de la flor

Las flores son diurnas, de color blanco amarillento a rosa amarillento. Aparecen lateralmente y miden de 6,5 a 7,5 centímetros de largo. Las brácteas externas son más claras o más oscuras que las internas y tienen el pericarpelo espinoso.
Los frutos, con forma de elipsoide o maza, son amarillos y espinosos cuando no están maduros. Miden hasta 5 centímetros de largo y alcanzan un diámetro de 2,5 a 3 centímetros.

## Distribución y hábitat
El área de distribución nativa de esta especie es Chile central y crece principalmente en el bioma subtropical.

## Taxonomía
La primera descripción de esta especie fue como Opuntia spiniflora, publicada en 1859 por el botánico alemán Rodulfo Amando Philippi en la revista científica Linnaea 30: 211.
Más tarde, el botánico alemán Friedrich Ritter trasladó la especie al género Austrocactus, por lo que pasó a llamarse Austrocactus spiniflorus. Registró estos cambios en la revista científica Sukkulentenkunde. Jahrbücher der Schweizerischen Kakteen-Gesellschaft 7–8: 35, publicada en 1963.
Etimología
- Austrocactus: nombre genérico que proviene del latín australis (que significa 'del sur') y el sufijo cactus, haciendo referencia a que es un cactus que se localiza en el sur.[5]
- spiniflorus: epíteto específico latino que significa 'flores con espinas', en referencia a una característica distintiva de las flores de la especie.[6][7]

Sinonimia
- Cereus hipogaeus F.A.C.Weber ex Regel, 1882
- Corryocactus spiniflorus (Phil.) Hutchison, 1963
- Echinocereus clavatus K.Schum., 1895
- Echinocereus hipogaeus (F.A.C.Weber ex Regel) Rümpler, 1885
- Erdisia spiniflora (Phil.) Britton & Rose, 1920
- Eulychnia clavata Phil. ex K. Schum., 1894
- Opuntia bicolor Phil., 1864
- Opuntia clavata Phil., 1872
- Opuntia spiniflora Phil., 1859 (Basónimo)

## Estado de conservación
En la Lista Roja de Especies Amenazadas de la UICN, la especie está clasificada como “En Peligro (EN)”.

## Usos
Se cultiva principalmente por todo el mundo como planta ornamental.